# Leszek Kubin

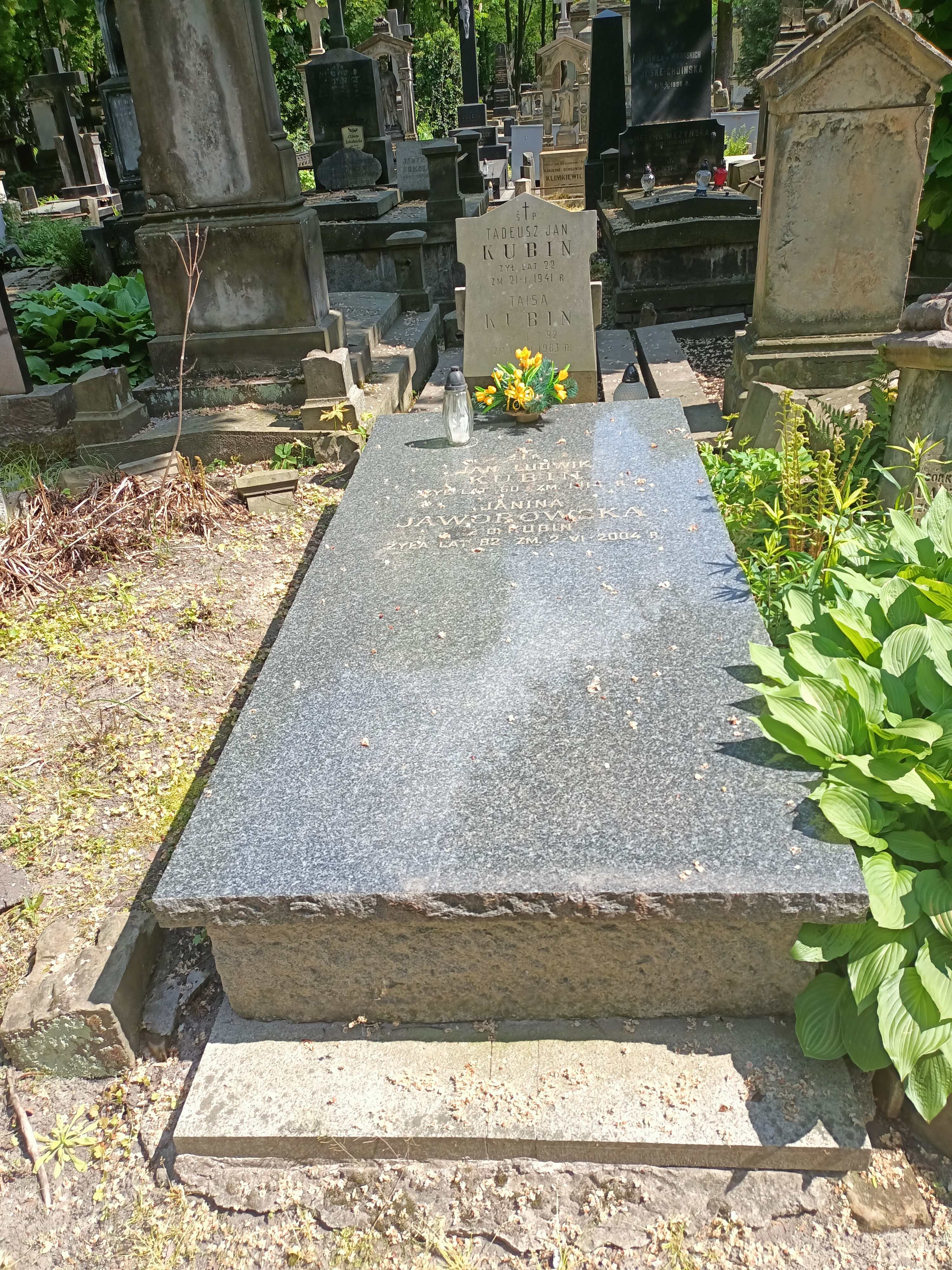
Grób Leszka Kubina na cmentarzu Powązkowskim w Warszawie

Leszek Krzysztof Kubin (ur. ok. 1953, zm. 26 maja 2023 w Havertown w Pensylwanii) – polski naukowiec mieszkający i pracujący w Stanach Zjednoczonych, profesor Uniwersytetu Pensylwanii, specjalista w zakresie neurofizjologii snu.

## Życiorys
Ukończył VI Liceum Ogólnokształcące im. Tadeusza Reytana w Warszawie (1971) i studia wyższe z zakresu inżynierii biomedycznej na Politechnice Warszawskiej (1976). W 1982 uzyskał stopień naukowy doktora w zakresie fizjologii w Scuola Normale Superiore di Pisa we Włoszech, a w 1983 stopień doktora w zakresie fizjologii w Akademii Medycznej w Warszawie na podstawie rozprawy Rola przyśrodkowych struktur dolnej części rdzenia przedłużonego w odruchu z chemoreceptorów tętniczych i w rytmogenezie oddychania (promotor Janusz Lipski). W 2000 otrzymał stopień naukowy doktora habilitowanego nauk przyrodniczych nadany przez Centrum Medycyny Doświadczalnej i Klinicznej PAN (od 2002 Instytut Medycyny Doświadczalnej i Klinicznej im. Mirosława Mossakowskiego PAN) na podstawie pracy Rola serotoniny w neurochemicznej regulacji aktywności motoneuronów nerwu podjęzykowego w czasie snu w oparciu o badania na modelach zwierzęcych, opublikowanej w 2000 w formie książkowej.
W latach 1976–1983 i 1985–1986 asystent w Akademii Medycznej w Warszawie, następnie pracownik naukowy Polskiej Akademii Nauk (1986–1988). W latach 1983–1985 oraz 1988–2019 zatrudniony na Wydziale Biologii Zwierząt Uniwersytetu Pensylwanii, od 2003 jako profesor zwyczajny (ang. full professor). Wykładał fizjologię zwierząt i biochemię. W 1999 honorowy profesor wizytujący w Szkole Medycznej University of Auckland w Nowej Zelandii, w 2007 profesor wizytujący na Uniwersytecie w Sienie we Włoszech i na Uniwersytecie w Getyndze w Niemczech. W 2007 prowadził seminarium w Zakładzie Neurofizjologii Instytutu Biologii Doświadczalnej im. Marcelego Nenckiego PAN, poświęcone udziałowi receptorów GABAergicznych tylnego podwzgórza w homeostatycznej regulacji snu. W 2019 przeszedł na emeryturę jako wykładowca Szkoły Medycyny Weterynaryjnej Uniwersytetu Pensylwanii. Członek Society for Neuroscience (od 1983), International Society for Autonomic Neuroscience (od 1997), Sleep Research Society (od 2000) oraz American Physiological Society (Regular Member, 2018). W 2024 serwis ResearchGate wymieniał 145 jego publikacji, a baza danych Scopus 109 publikacji (wskaźnik Hirscha równy 34).
Był żonaty, miał dwie córki i wnuka. Zmarł w 2023 w wieku 70 lat. 24 lipca 2023 pochowany w grobie rodzinnym na cmentarzu Powązkowskim w Warszawie. 